# Compagnie de l'Afrique orientale allemande
La Compagnie de l'Afrique orientale allemande (en allemand : Deutsch-Ostafrikanische Gesellschaft) était une société allemande créée afin de développer les intérêts de l'Empire allemand en Afrique de l'Est, en 1885.

## Historique
Le 28 mars 1884, Carl Peters fonde à Berlin, la Société pour la colonisation allemande (en allemand : Gesellschaft für deutsche Kolonisation). Elle était dirigée par un triumvirat composée du comte Behr-Bandelin (propriétaire foncier), de Friedrich Lange (éditeur du journal Tägliche Rundschau) et de Carl Peters.
Peters monta une expédition en Afrique orientale, dans la zone de l'actuelle Tanzanie. Elle était financée par cette même Société pour la colonisation allemande. Au cours de l'automne 1884, cette expédition signa de nombreux accords avec des chefs de tribus locaux, et pris possession de territoires d'une superficie d'environ 140 000 km2. Peters rentra à Berlin le 5 février 1885, pendant la conférence de Berlin. Le 27 février 1885, le lendemain de la clôture de la conférence, les territoires de Peters furent placés sous protectorat allemand. L'autorité de ces territoires fut confiée à la Société pour la colonisation allemande.
Le 2 avril 1885, Carl Peters, avec l'appui de Bismarck fonde la  Deutsche Ost-Afrika Gesellschaft (Compagnie de l'Afrique orientale allemande), qui établit la capitale de la colonie à Bagamoyo, puis à Dar es Salam.

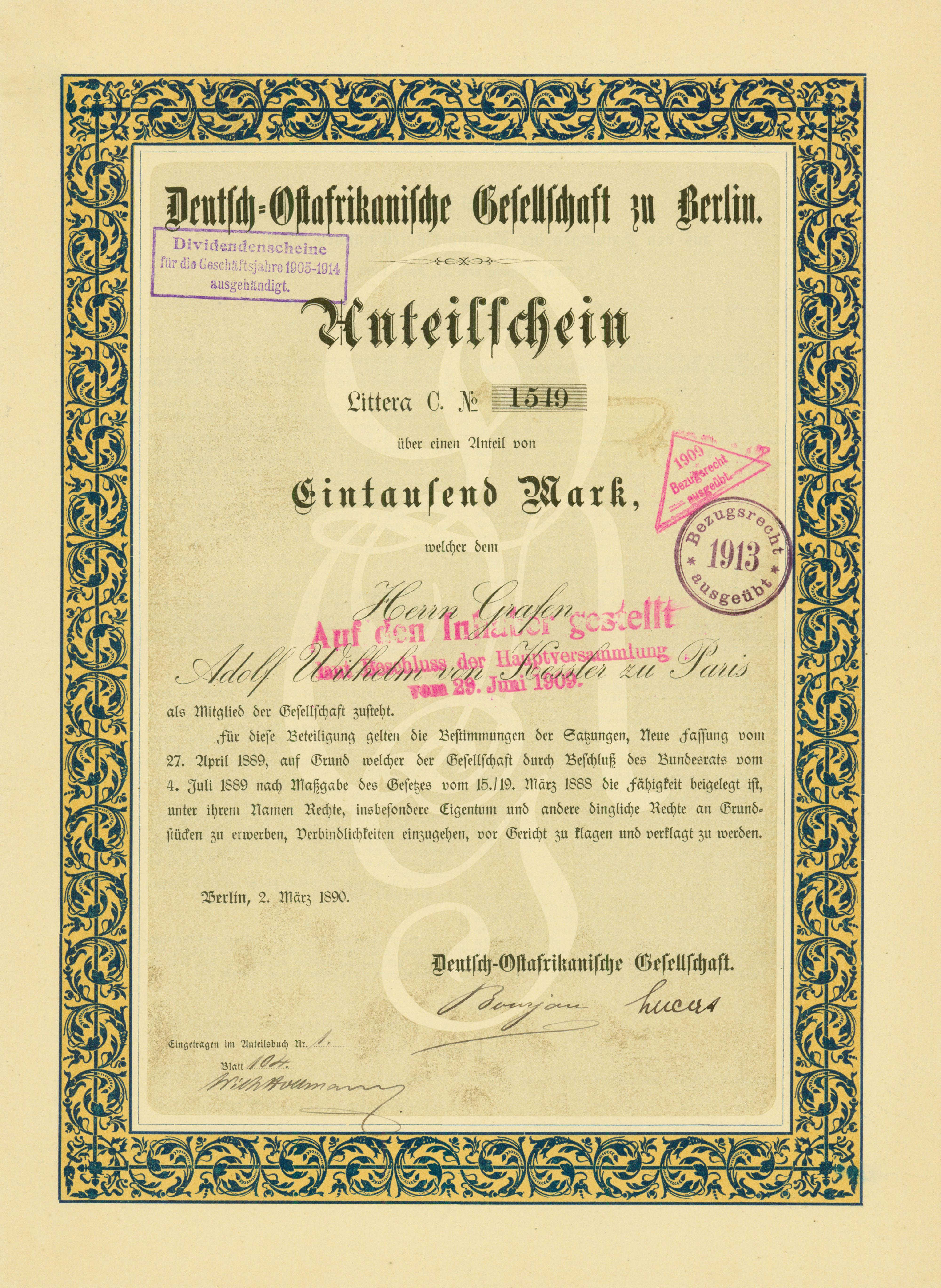
Titre de Participation de la Compagnie de l'Afrique orientale allemande en date du 2 mars 1890

En 1887, la compagnie acquit les droits de la Société pour la colonisation allemande. Peters fut reconduit dans ses fonctions au sein de cette nouvelle société.
En 1888, la compagnie absorbe la Société allemande du Wituland, après la banqueroute de celle-ci. Elle avait été créée un an et demi auparavant pour commercer dans le protectorat allemand du Wituland.
En avril 1888, elle loue auprès du sultan Khalifa bin Saïd une bande côtière en face de Zanzibar pour une durée de 50 ans. Cette tentative de prendre en place une administration générale le long de la côte conduit à une révolte : la révolte d'Abushiri. La compagnie ne tient que Dar es Salam et Bagamoyo avec l'aide de la marine allemande. En 1889, l'aide du gouvernement allemand est nécessaire pour réprimer la rébellion.
Il devient en quelques années évident que la compagnie n'est plus capable de gérer seule ses possessions. Le gouvernement allemand gère directement l'Afrique orientale allemande, la compagnie ne s'occupant plus que du commerce et de la gestion de certaines plantations. L'Empire allemand, insatisfait des morceaux de l'Afrique que lui ont laissé les puissances européennes à l'issue de la conquête du continent entreprise à partir de la conférence de Berlin, entreprend, dès 1891, de préparer une future politique de conquêtes en installant ses agents - dont Emin Pacha - dans l'Est africain, aux portes du Katanga situé dans l'État indépendant du Congo du roi des Belges Léopold II, et de la Rhodésie du Nord et du Sud, dans la sphère d'influence britannique.
Les armes de la compagnie apparaissent sur les roupies de l'Afrique orientale allemande frappées entre 1890 et 1902.

## Sources
- (en) Cet article est partiellement ou en totalité issu de l’article de Wikipédia en anglais intitulé « German East Africa Company » (voir la liste des auteurs).
- Henri Wesseling, Le Partage de l'Afrique, Folio histoire, 1996 [détail de l’édition] (ISBN 2-207-24309-5, BNF 37019783), p. 283